# Деліктоздатність
Деліктоздатність — здатність особи нести юридичну відповідальність за шкоду, заподіяну її протиправними діяннями. Виражається в здатності суб'єкта самостійно усвідомлювати свій вчинок і його шкідливі результати, відповідати за свої протиправні діяння і нести за них юридичну відповідальність.[джерело не вказане 1002 дні]

## Деліктоздатність, як елемент правосуб'єктності особи
Деліктоздатність визнається одним з елементів правосуб'єктності суб'єкта права. Більшість науковців погоджуються, що під нею слід розуміти здатність нести юридичну відповідальність за вчинене правопорушення. Такого погляду в цілому дотримуються як представники теорії права, так і дослідники галузей права, у тому числі адміністративної. Проте вони не мають єдності щодо визначення правової природи та місця  деліктоздатності у структурі правосуб'єктності.
Як правило, деліктоздатність включають до складу дієздатності (Д. Н. Бахрах, Б. К. Бегичев, Я. Р. Веберс, М. В. Вітрук, В. К. Колпаков, Н. В. Козлова, С. В. Лозовская, А. В. Малько, Н. І. Матузов, В. Н. Цирульников та інші). Однак є і прибічники визнання вказаної категорії самостійним елементом правосуб'єктності (А. Б. Венгеров, Т. І. Ілларіонова, М. В. Костів, О. А. Красавчіков, Г. І. Петров, В. Д. Примак, В. Ф. Яковлєв та інші).
Деліктоздатність є  окремою, специфічною, але все ж частиною дієздатності Вона має характерну нормативну конструкцію, котра передбачає можливість притягнення до відповідальності частково дієздатного суб'єкта права. Окрема частина дієздатності поєднуючись із деліктоздатністю, додає до здатності реалізовувати права та обов'язки (як правового змісту дієздатності) здатність
нести юридичну відповідальність. Одночасно з набуттям дієздатності суб'єкт права набуває й інший елемент правосуб'єктності — здатність вчинювати правопорушення.
Деліктоздатність є здатністю самостійно вчиняти вольові юридично-значимі діяння, що не опосередковуються правоздатністю.

## Деліктоздатність у галузях

### Цивільного права
Деліктоздатність це здатність  особи нести цивільно-правову відповідальністьм за шкоду, заподіяну її протиправними діями, що виражається у здатності суб'єкта самостійно усвідомлювати свій вчинок і його шкідливі результати, відповідати за свої протиправні дії і нести за них  відповідальність. Цивільно правова-відповідальність (деліктоздатність) настає з 14 років. Деліктоздатність юридичної особи набувається в результаті здійснення процедури державної реєстрації та процедури ліцензування і припиняється з її ліквідацією. Правоздатність, дієздатність та деліктоздатність юридичної особи, як правило, наступають одночасно.

### Адміністративного права
Адміністративна деліктоздатність суб'єкта правових відносин є часткою його адміністративно-правового статусу і полягає у здатності особи нести юридичну відповідальність за порушення норм адміністративно-деліктного законодавства. Загальна адміністративна деліктоздатність особи наступає з 16 років.

### Кримінального права
Деліктоздатність у кримінальному праві нерозривно пов'язана з віком і психічним станом людини. У цій галузі вона конкретизується у понятті  осудність, що є однією з обов'язкових умов кримінальної відповідальності за вчинення кримінального правопорушення.
Осудність — це спроможність особи розуміти значення свого діяння та свідоме керування ним і пов'язана з нею здатність відповідати за вчинений злочин.
Відповідно до Ч. 2 ст. 19 КК України не підлягає кримінальній відповідальності особа, яка під час вчинення суспільно небезпечного діяння, передбаченого цим Кодексом, перебувала в стані неосудності, тобто не могла усвідомлювати свої дії (бездіяльність) або керувати ними внаслідок хронічного психічного захворювання, тимчасового розладу психічної діяльності, недоумства або іншого хворобливого стану психіки, тобто вона не наділена й деліктоздатністю.
Стаття 22 КК України встановлює, що в повному обсязі кримінальна деліктоздатність виникає з 16 років. У разі вчинення злочину, передбаченого у ч. 2 ст. 22 КК України, деліктоздатною визнається і особа у віці від чотирнадцяти до шістнадцяти років.